# Alegeri pentru Parlamentul European în România, 2014

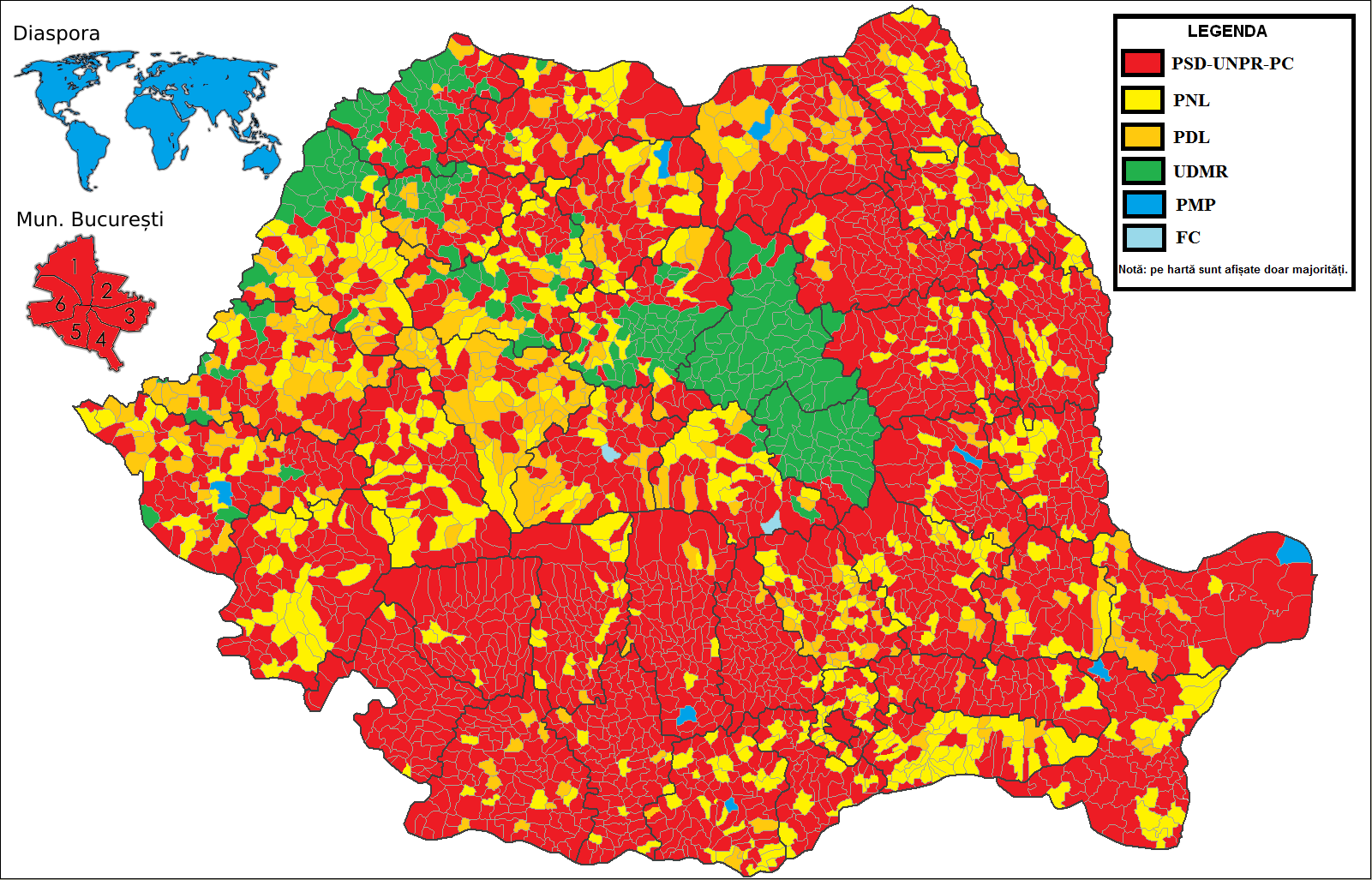
Rezultatele în fiecare localitate, în sectoarele municipiul București și în diaspora.

Alegerile pentru Parlamentul European (PE) din 2014 s-au desfășurat în România la data de 25 mai 2014. În cadrul alegerilor pentru pentru Parlamentul European din 2014 au fost desemnați cei 751 de eurodeputați care au constituit o nouă legislatură a Parlamentului European (PE). Alegătorii români au fost reprezentați în urma acestui scrutin de 32 de deputați. În România, campania electorală pentru alegerile europarlamentare din 2014 a început la data de 25 aprilie 2014 și s-a încheiat la data de 24 mai 2014, ora 7. Totodată, aceste alegeri au fost al treilea de acest tip de la intrarea țării în Uniunea Europeană (UE) în 2007.

## Rezultate
Deasupra pragului electoral de 5% s-au situat următoarele partide:
|                                                    | Alianța Electorală Partidul Social Democrat-Uniunea Națională pentru Progresul României-Partidul Conservator | PSE                            | S&D                            | 2.093.234 | 37,60% | 16    | 11 | +5 |
|                                                    | Partidul Național Liberal                                                                                    | ALDE                           | ALDE                           | 835.531   | 15,00% | 6     | 5  | +1 |
|                                                    | Partidul Democrat Liberal                                                                                    | PPE                            | G-PPE                          | 680.853   | 12,23% | 5     | 10 | -5 |
|                                                    | Mircea Diaconu                                                                                               | –                              | ALDE                           | 379.582   | 6,81%  | 1     | –  | +1 |
|                                                    | Uniunea Democrată Maghiară din România                                                                       | PPE                            | G-PPE                          | 350.689   | 6,29%  | 2     | 3  | -1 |
|                                                    | Partidul Mișcarea Populară                                                                                   | PPE                            | G-PPE                          | 345.973   | 6,21%  | 2     | –  | +2 |
|                                                    | Partidul Poporului – Dan Diaconescu                                                                          | –                              | EC/DA                          | 204.310   | 3,67%  | –     | –  | –  |
|                                                    | Partidul România Mare                                                                                        | –                              | DN                             | 150.484   | 2,70%  | –     | 3  | -3 |
|                                                    | Forța Civică                                                                                                 | –                              | –                              | 145.181   | 2,60%  | –     | –  | –  |
|                                                    | Partidul Ecologist Român                                                                                     | –                              | –                              | 64.232    | 1,15%  | –     | –  | –  |
| Voturi valabil exprimate                           | Voturi valabil exprimate                                                                                     | Voturi valabil exprimate       | Voturi valabil exprimate       | 5.566.783 |        | –     | –  | –  |
| Voturi nule                                        | Voturi nule                                                                                                  | Voturi nule                    | Voturi nule                    | 345.011   |        | –     | –  | –  |
| Total (prezență la vot 32,44%)                     | Total (prezență la vot 32,44%)                                                                               | Total (prezență la vot 32,44%) | Total (prezență la vot 32,44%) | 5.911.794 | 100 %  | 32[a] | 33 | –1 |
| Sursa: Biroul Electoral Central (rezultate finale) | |                                |                                |           |        |       |    |    |

## Candidați aleși
- Alianța Electorală Partidul Social Democrat (PSD)-Uniunea Națională pentru Progresul României (UNPR)-Partidul Conservator (PC) 37,40%

1. Corina Crețu
2. Ecaterina Andronescu (a renunțat la mandat)
3. Cătălin-Sorin Ivan
4. Dan Nica
5. Maria Grapini
6. Damian Drăghici
7. Daciana Sârbu
8. Ioan Mircea Pașcu
9. Vasilica-Viorica Dăncilă (a renunțat la mandat)
10. Sorin Moisă
11. Victor Boștinaru
12. Claudiu Tănăsescu
13. Doru Frunzulică
14. Laurențiu Rebega
15. Ana-Claudia Țapardel
16. Andi-Lucian Cristea
17. Victor Negrescu (a renunțat la mandat)
18. Răzvan Popa[1]
19. Gabriela Zoană[2]

- Partidul Național Liberal (PNL) 14,86%

1. Norica Nicolai
2. Adina Vălean
3. Ramona Mănescu
4. Cristian Bușoi
5. Renate Weber
6. Eduard Hellvig (a renunțat la mandat)
7. Mihai Țurcanu[3]

- Partidul Democrat Liberal (PD-L) 12,23%

1. Theodor Stolojan
2. Monica Macovei
3. Traian Ungureanu
4. Marian-Jean Marinescu
5. Daniel Buda

- Uniunea Democrată Maghiară din România (UDMR/RMDSZ) 6,47%

1. Iuliu Winkler
2. Csaba Sógor

- Partidul Mișcarea Populară (PMP) 6,21%

1. Cristian Preda
2. Siegfried Mureșan

- Independent 6,92%
  - Mircea Diaconu

## Sondaje de opinie

#### Data: 1–7 mai 2014
Dvs. cu cine veti vota la alegerile pentru parlamentul european in 2014?
Operator: INSCOP (1-7/05/2014)
     PSD-UNPR-PC (71,34%)
     PDL (28,66%)
| \| Opțiune de vot \| Opțiune de vot \| Opțiune de vot \| Opțiune de vot \| Opțiune de vot \| \| ------------------------------ \| ------------------------ \| -------------- \| -------------- \| -------------- \| \| Candidați \| \| \| \| Procentaj \| \| PSD-UNPR-PC \| PSD-UNPR-PC \| \| 40.7% \| 40.7% \| \| PNL \| PNL \| \| 16.9% \| 16.9% \| \| PDL \| PDL \| \| 11.3% \| 11.3% \| \| PMP \| PMP \| \| 10.2% \| 10.2% \| \| UDMR/RMDSZ \| UDMR/RMDSZ \| \| 5.2% \| 5.2% \| \| FC \| FC \| \| 5.1% \| 5.1% \| \| PPDD \| PPDD \| \| 3.8% \| 3.8% \| \| PRM \| PRM \| \| 2.8% \| 2.8% \| \| PNȚCD \| PNȚCD \| \| 1.8% \| 1.8% \| \| Mircea Diaconu \| Mircea Diaconu \| \| 1.2% \| 1.2% \| \| Alt partid \| Alt partid \| \| 1% \| 1% \| \| Alt candidat independent \| Alt candidat independent \| \| 0.5% \| 0.5% \| \| Operator: INSCOP (1–7/05/2014) \| \| \| \| \| |                          |  |       |           |
| Opțiune de vot |                          |  |       |           |
| Candidați |                          |  |       | Procentaj |
| PSD-UNPR-PC | PSD-UNPR-PC              |  | 40.7% | 40.7%     |
| PNL | PNL                      |  | 16.9% | 16.9%     |
| PDL | PDL                      |  | 11.3% | 11.3%     |
| PMP | PMP                      |  | 10.2% | 10.2%     |
| UDMR/RMDSZ | UDMR/RMDSZ               |  | 5.2%  | 5.2%      |
| FC | FC                       |  | 5.1%  | 5.1%      |
| PPDD | PPDD                     |  | 3.8%  | 3.8%      |
| PRM | PRM                      |  | 2.8%  | 2.8%      |
| PNȚCD | PNȚCD                    |  | 1.8%  | 1.8%      |
| Mircea Diaconu | Mircea Diaconu           |  | 1.2%  | 1.2%      |
| Alt partid | Alt partid               |  | 1%    | 1%        |
| Alt candidat independent | Alt candidat independent |  | 0.5%  | 0.5%      |
| Operator: INSCOP (1–7/05/2014) |                          |  |       |           |

## Legături externe
- Alegeri pentru Parlamentul European 2014, mae.ro
- Lista secțiilor de votare – Alegeri pentru Parlamentul European 2014, mae.ro
- Candidați partide, bec2014.ro
- Candidați independenți, bec2014.ro
- Rezultate europarlamentare 2014: Județ cu județ - Meta-Articol, 26 mai 2014, Alina Boghiceanu, Ziarul Adevărul